# Benthophilus kessleri
A Benthophilus kessleri a sugarasúszójú halak (Actinopterygii) osztályának sügéralakúak (Perciformes) rendjébe, ezen belül a gébfélék (Gobiidae) családjába és a Benthophilinae alcsaládjába tartozó faj.
A Benthophilus kesslerit Karl Kessler német-orosz zoológusról és taxonómusról nevezték el.

## Előfordulása
A Benthophilus kessleri ázsiai halfaj, amely a Kaszpi-tenger középső részének a keleti oldalán található meg.

## Megjelenése
Ez a hal legfeljebb 4,6 centiméter hosszú.

## Életmódja
Mérsékelt övi, édesvízi gébféle, amely 64-75 méteres mélységekben tartózkodik.